# Berlevåg
Berlevågⓘ (samisch Bearalváhki) ist eine Kommune im norwegischen Fylke Finnmark. Die Kommune hat 890 Einwohner (Stand: 1. Januar 2025). Verwaltungssitz ist der gleichnamige Ort Berlevåg, der von den deutschen Besatzern während des Zweiten Weltkriegs abgebrannt wurde.

## Geografie

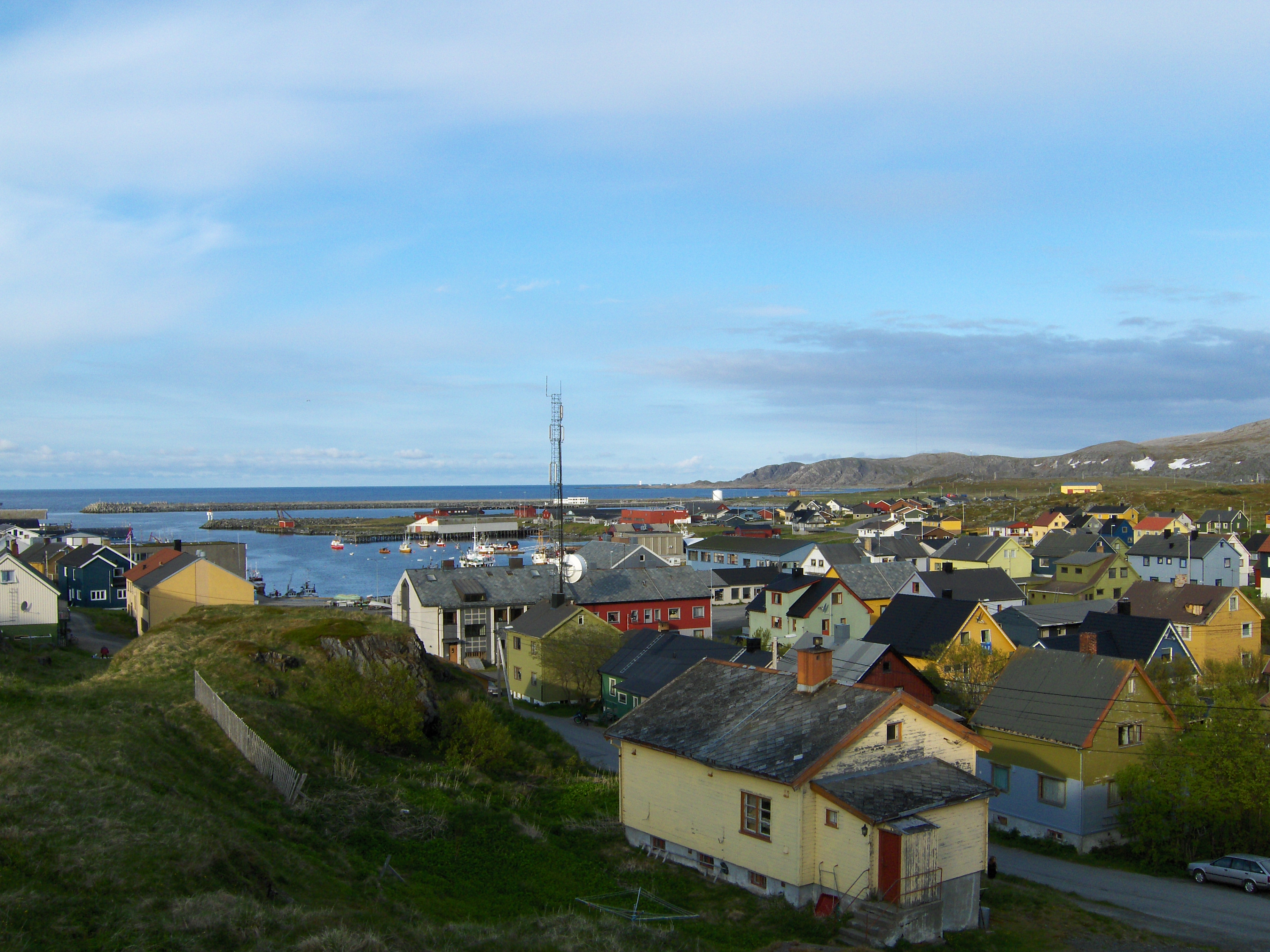
Blick auf Berlevåg

Die Gemeinde liegt auf der Varangerhalbinsel an der nordnorwegischen Küste zur Barentssee. Der dortige Meeresabschnitt ist auch als Austhavet bekannt. Berlevåg grenzt an Båtsfjord im Osten, im Südosten in einem Punkt an Vadsø, im Süden an Tana und im Westen an Gamvik. Die Grenze zu Gamvik verläuft im Tanafjord (samisch Deanuvuotna). Weiter östlich schneidet sich von Norden kommend der Kongsfjord in die Gemeinde ein. In den Fjord mündet der Fluss Kongsfjordelva. Zwischen den beiden Fjorden liegt an der Küste der Barentssee die Ortschaft Berlevåg. In der Kommune liegen mehrere Seen, so unter anderen das Store Buevann und der See Geatnjajávri.
Hinter der Küste finden sich Ebenen auf über 200 moh. Niederer gelegene Bereiche liegen vor allem entlang der Küste und den Flüssen der Gemeinde sowie am kurzen Meeresarm Gulgofjorden, der im Westen als Seitenarm des Tanafjords in die Kommune reicht. In den Fjord mündet unter anderem der Fluss Trollfjordelva. Die Erhebung Hakŋalančearru (Hanglefjellet) stellt mit einer Höhe von 619,1 moh. den höchsten Punkt der Kommune Berlevåg dar. Der Berg liegt auf der Grenze zu Tana.

## Einwohner
Die Einwohnerzahlen sind seit etwa 1970 rückläufig. Fast alle Einwohner leben in der Ortschaft Berlevåg. Der Ort Berlevåg ist der einzige sogenannte Tettsted, also die einzige Ansiedlung, die für statistische Zwecke als eine städtische Siedlung gewertet wird. Zum 1. Januar 2024 lebten dort 858 Einwohner.
Die Einwohner der Gemeinde werden Berlevåging genannt. Offizielle Schriftsprache ist wie in vielen Kommunen in Finnmark Bokmål, also die weiter verbreitete der beiden norwegischen Sprachformen.
| Jahr          | 1986 | 1990 | 1995 | 2000 | 2005 | 2010 | 2015 | 2020 | 2025 |
| ------------- | ---- | ---- | ---- | ---- | ---- | ---- | ---- | ---- | ---- |
| Einwohnerzahl | 1533 | 1367 | 1324 | 1236 | 1133 | 1044 | 1020 | 957  | 890  |

## Geschichte

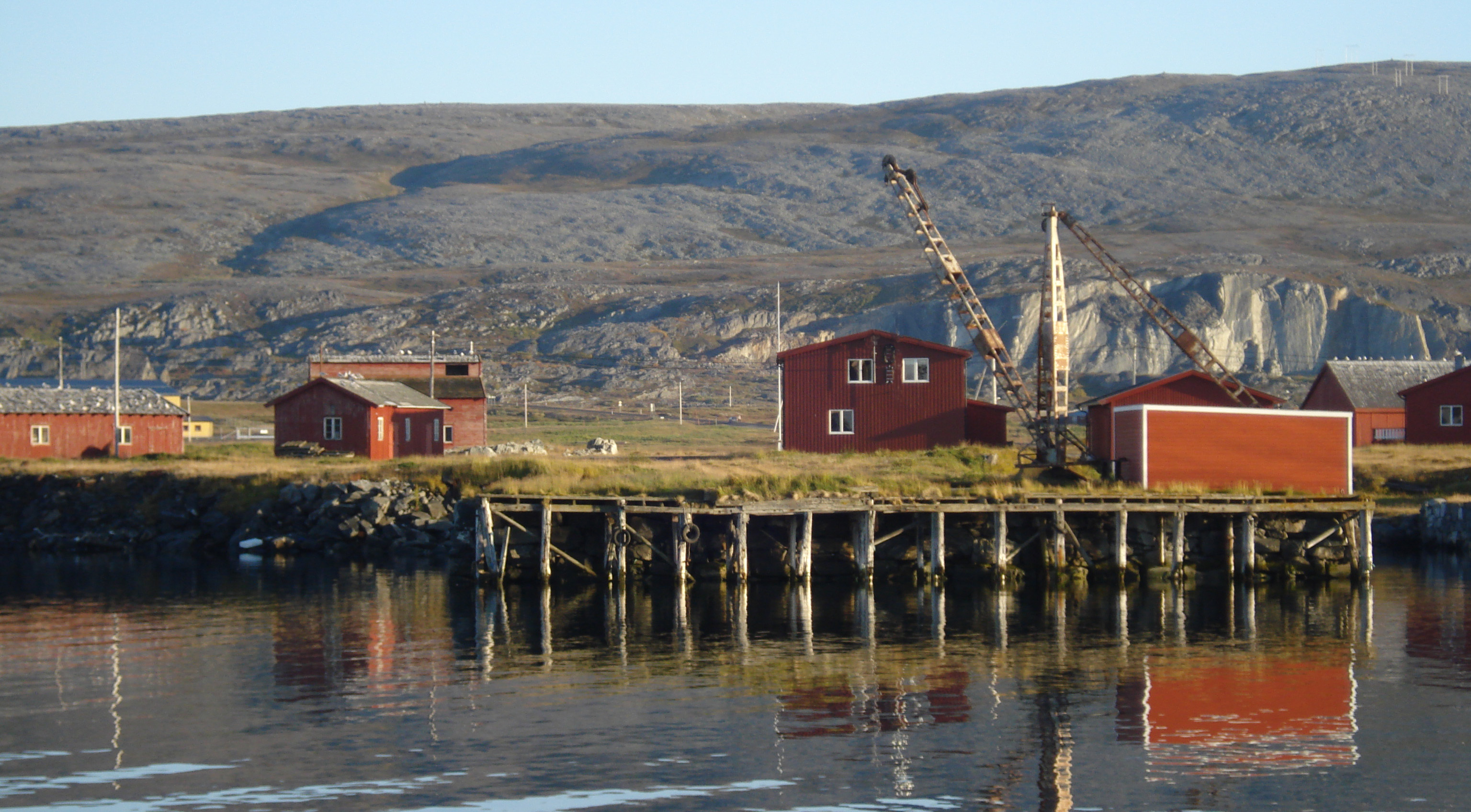
Das Hafenmuseum in Berlevåg

Die Kommune Berlevåg entstand zum 1. Januar 1914, als von Tana die Gemeinden Gamvik mit 1371 und Berlevåg mit 784 Einwohnern abgespalten wurden. Tana verblieb mit 1426 Einwohnern.
Im Jahr 1882 trat in der Gegend ein Sturm auf, der für die Zerstörung vieler Fischerboote verantwortlich war. Als Reaktion darauf wurde eine Mole gebaut, die allerdings sowohl 1932 als auch 1959 bei schwierigen Witterungsbedingungen zerstört wurden. Daraufhin wurde der Schutz mit Tetrapoden verstärkt. In Berlevåg gibt es ein Hafenmuseum. Es wurde 1988 eröffnet und bietet unter anderem Informationen über den Bau der Mole und andere Maßnahmen, die zum Schutz des Hafens durchgeführt wurden.
Im Jahr 1928 ging bei einem Feuer etwa ein Drittel der Ortschaft Berlevåg verloren, wobei die Löscharbeiten dadurch erschwert wurden, dass es in der Kommune keine Feuerwehr und keine Feuerwehrausstattung gab. Zwischen 1944 und 1945 wurden während des deutschen Rückzugs im Zweiten Weltkrieg die Gebäude in der Ortschaft Berlevåg niedergebrannt. Anschließend wurde die Region bis etwa 1960 wiederaufgebaut. Die Berlevåg kirke wurde im Jahr 1960 eröffnet. Da sie auf einer Anhöhe liegt und der Turm vom Meer aus gut sichtbar ist, dient sie auch als Orientierungshilfe für die Seefahrt.
Berlevåg ist Handlungsort von Karen Blixens Kurzgeschichte Babettes Fest aus dem Jahr 1950.

## Wirtschaft und Infrastruktur

### Verkehr

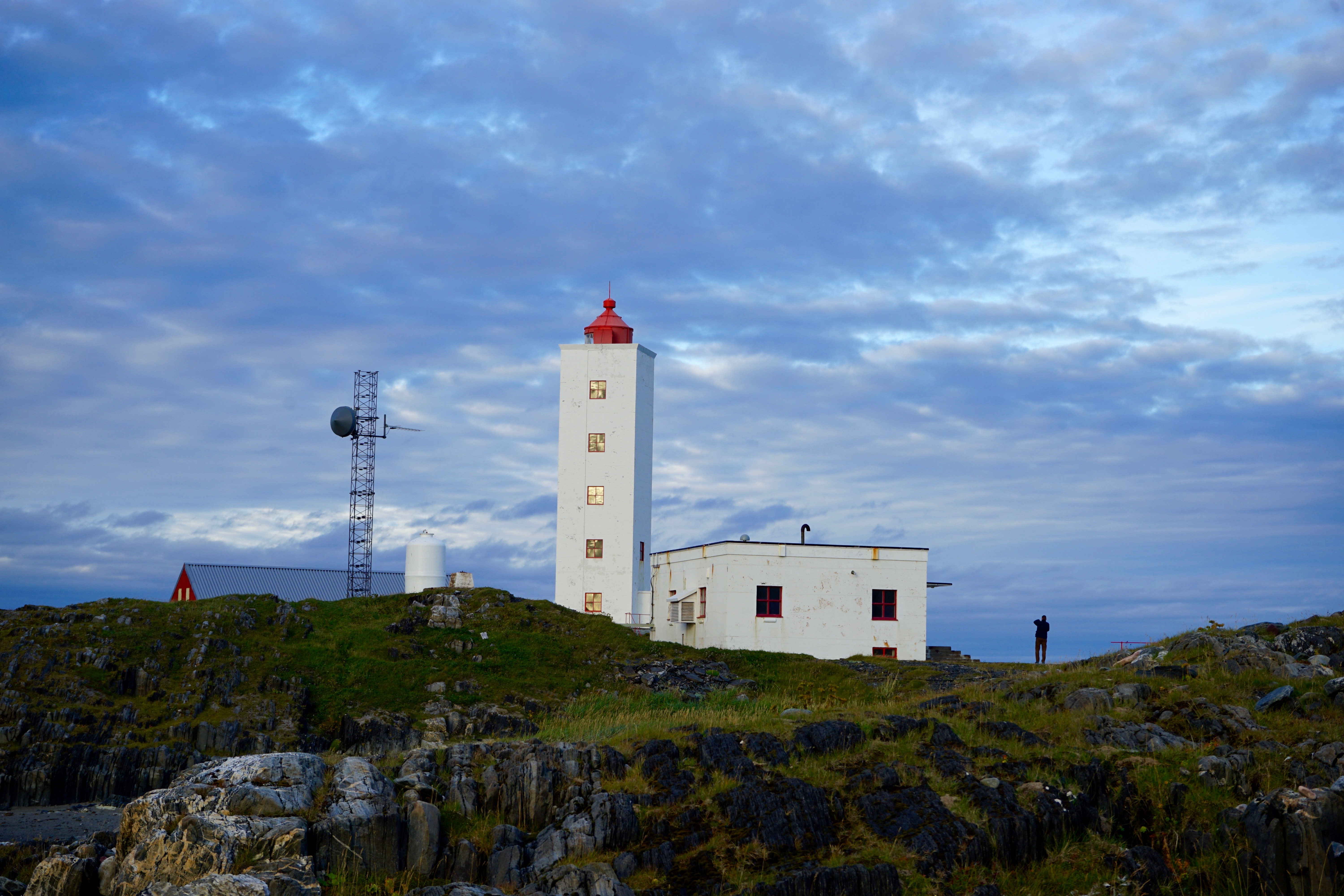
Leuchtfeuer Kjølnes fyr

Der Fylkesvei 890 verläuft im Süden der Gemeinde parallel zum Fluss Kongsfjordelva, anschließend führt er weiter im Westen des Kongsfjord an der Küste der Barentssee bis zum Flughafen Berlevåg. Der Flughafen liegt westlich der Ortschaft Berlevåg. Außerhalb der Kommune mündet die Straße im Süden in die Europastraße 6 (E6). Vom Fylkesvei 890 zweigt nördlich des Sees Geatnjajávri der Fylkesvei 891 ab. Er führt von dort nach Båtsfjord in den Nordosten. Schiffe der in den Norden und der in den Süden führenden Route der Hurtigrute treffen im Hafen von Berlevåg aufeinander. Östlich der Ortschaft Berlevåg liegt das Leuchtfeuer Kjølnes fyr, welches 1916 den Betrieb aufnahm und nach dem Zweiten Weltkrieg bis 1949 erneut aufgebaut wurde.

### Wirtschaft
Berlevåg gehört zu den wichtigsten Standorten der Fischerei in der Region Finnmark. In Berlevåg befinden sich unter anderem auf ihr basierende Industriebetriebe. Das im Jahr 1946 in Betrieb genommene Wasserkraftwerk Kongsfjord hatte zwischen 1991 und 2020 eine durchschnittliche Jahresleistung von etwa 18,4 GWh und ist damit ein wichtiger Energieerzeuger für die Region. Des Weiteren etwa zehn Kilometer südlich der Ortschaft Berlevåg auf dem Rakkocearro-Plateau der Windpark Raggovidda. Er wurde im Jahr 2014 in Betrieb genommen. Die Umgebung des Parks wird auch für die Rentierhaltung verwendet. Im Jahr 2020 arbeiteten von 477 Arbeitstätigen 404 in Berlevåg selbst, der Rest verteilte sich auf Kommunen wie Vadsø, Tromsø und Tana.

## Name und Wappen
Das seit 1988 offizielle Wappen der Kommune ist in Gold und Blau und durch einen Flammenschnitt geteilt. Es soll den Strand und das Meer darstellen. Die Nachsilbe „-våg“ des Gemeindenamens steht für „Bucht“. Der erste Teil des Namens stammt möglicherweise von „bearal“, dem samischen Wort für „Perle“ ab. Dieser Name kann im Zusammenhang mit Perlenfunden in der Region stehen.

## Sport
Seit 2008 startet in Berlevåg das Varanger Arctic Kite Enduro (VAKE). Die viertägige Langstrecken- und Ausdauerveranstaltung für Snowkite-Mannschaften führt auf etwa 220 Kilometern von Berlevåg nach Vardø.

## Persönlichkeiten
- Oddrunn Pettersen (1937–2002), Politikerin, ehemalige Bürgermeisterin von Berlevåg